# 神谷敏
神谷 敏（かみや さとし、1949年8月20日 - ）は、日本のトロンボーン奏者。

## 経歴

### 生い立ち、留学以前
1949年、滋賀県大津市に生まれる。滋賀県立膳所高等学校卒業後、桐朋学園大学のオーケストラ研究生として学び、福田日出彦に師事。1971年より東京交響楽団の2番奏者、1974年より新日本フィルハーモニー交響楽団の首席奏者をつとめるが、1976年に渡独。

### ドイツ時代
デトモルト音楽院に入学し、ヴィリ・ヴァルター教授と、当時ベルリン・フィルハーモニー管弦楽団首席トロンボーン奏者であったカール･ハインツ・ドゥーゼ・ウテッシュに師事する。1978年より、ベルリン・フィルハーモニー管弦楽団の契約団員を3年間務める。当時ヘルベルト・フォン・カラヤンの指揮下にあったベルリンフィルにおいて、団員として加わった日本人奏者は数名いたが、管楽器奏者として籍をおいていたのは神谷敏のみである。1981年より、カッセル市立歌劇場管弦楽団首席奏者をつとめる。1984年、NHK交響楽団の要請を受け帰国。

### 帰国、N響入団
帰国後はNHK交響楽団に入団し、首席奏者をつとめる。サイトウ・キネン・オーケストラにも設立時よりたびたび参加。室内楽の分野では、東京トロンボーン四重奏団に参加。この団体は、NHK交響楽団首席栗田雅勝、同団バス・トロンボーン秋山鴻市、東京都交響楽団首席小田桐寛之、弘前大学教授和田美亀雄により結成された（結成当時は、全員フリー奏者だった）、日本におけるトロンボーン四重奏の草分けとも言えるグループであり、和田の脱退後に神谷が加入、その後、自主制作盤を含め4枚のCDをリリースし、また、十数回の定期演奏会や海外公演などを行った。また、トランペット田宮堅二・山城宏樹、ホルン山岸博、テューバ安元弘行とともに、「田宮堅二ブラスアンサンブル」（ジャパン・ブラス・ソロイスツ名義でも活動）を結成し、演奏活動を行った。教育の分野では、現在までに武蔵野音楽大学、東京コンセルヴァトワール尚美（現：東京ミュージック&メディアアーツ尚美）、東京芸術大学、桐朋学園大学の各講師を歴任。

### N響退団後、現在
2002年より体調を崩し、N響を退団。それ以降は演奏活動を休止している。現在は桐朋学園大学教授。